# Złotoryja
Złotoryja (łac. Aureus Mons, niem. Goldberg) – miasto w południowo-zachodniej Polsce, w województwie dolnośląskim, siedziba powiatu złotoryjskiego, nad rzeką Kaczawą. Pod względem prawnym najstarsze miasto Polski.
Według danych GUS z dnia 1 stycznia 2023 r. miasto liczyło 14 337 mieszkańców (300. miejsce w kraju). Gęstość zaludnienia wynosi 1245,6 osób/km² (13. miejsce w województwie).
W średniowieczu ośrodek wydobycia złota, później bazaltu, a w okolicznych miejscowościach (do połowy XX wieku) miedzi, później – bazaltu. Ponadto przemysł włókienniczy i papierniczy.

## Położenie

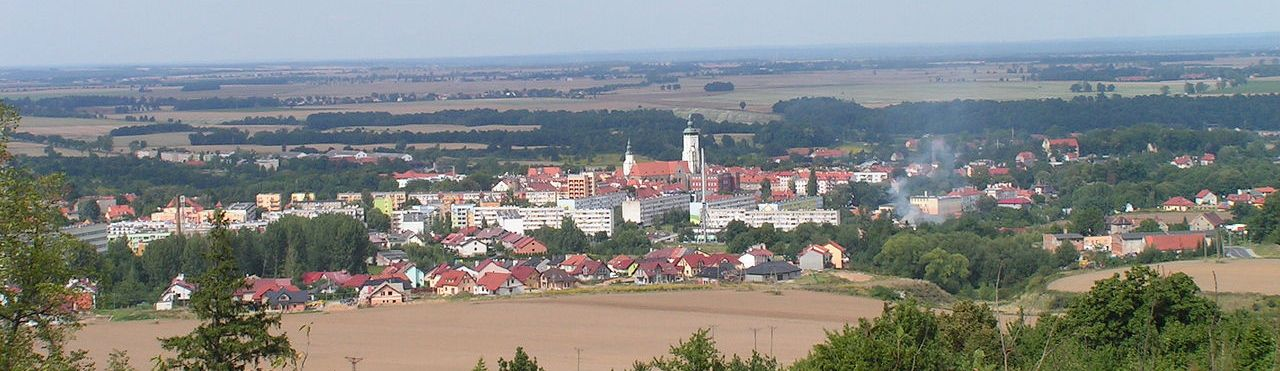
Widok na Złotoryję z Wilczej Góry

Złotoryja położona jest na Pogórzu Kaczawskim, w dolinie Kaczawy oraz na otaczających ją wzgórzach, w miejscu, gdzie rzeka wypływa na Równinę Chojnowską.
Według danych z 1 stycznia 2010 powierzchnia miasta wynosiła 11,51 km², w tym: użytki rolne: 60%, użytki leśne: 6%. Miasto stanowi 2% powierzchni powiatu złotoryjskiego.
Złotoryja historycznie leży na Dolnym Śląsku. W latach 1975–1998 miasto administracyjnie należało do województwa legnickiego.
W Strategii Rozwoju Województwa Dolnośląskiego do roku 2020 gmina miejska zaliczona została do Legnicko-Głogowskiego Obszaru Funkcjonalnego.

## Toponimia

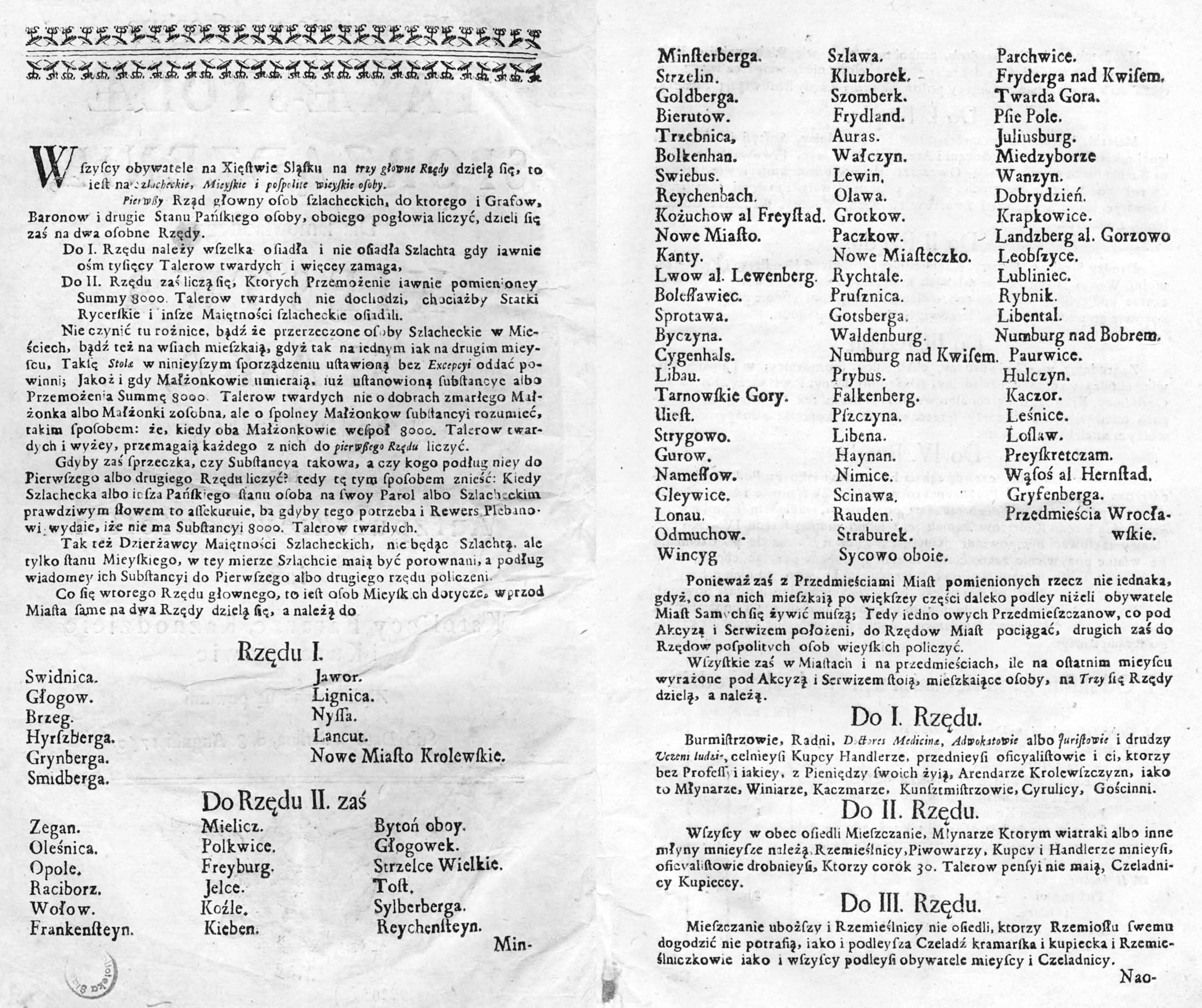
Polskie nazwy śląskich miejscowości; z patentu Fryderyka II z 1750 roku

W roku 1613 śląski regionalista i historyk Mikołaj Henel z Prudnika wymienił miejscowość w swoim dziele o geografii Śląska pt. Silesiographia podając jej łacińską nazwę: Goldberga. Pod tą samą nazwą miasto wspomniane jest w polskojęzycznym dokumencie z 1750. Polską nazwę Złotoryi oraz niemiecką Goldberg w książce „Krótki rys jeografii Szląska dla nauki początkowej” wydanej w Głogówku w 1847 wymienił śląski pisarz Józef Lompa.
W polskim źródle z 1895 r. podano polskie nazwy Złota góra oraz Złotoryja. Na polskiej mapie wojskowej z 1935 r. przy oznaczeniu miasta podano polski egzonim Złota Góra; nazwy tej używano również w 1945 r. Nazwę Złotoryja ustalono urzędowo w 1946 r.

## Historia
Od VIII do X wieku w okolicach dzisiejszej Złotoryi zamieszkiwali  Trzebowianie. Pod koniec XII wieku osiedlili się tu niemieccy górnicy, by wydobywać złoto, od którego Złotoryja wzięła swe wszystkie nazwy: Aurum – łac. złoto, Goldberg – niem. Złota Góra. Prawa miejskie osadzie nadał w roku 1211 książę Henryk I Brodaty (stało się to na zamku w sąsiedniej Rokitnicy), osadzając tu niemieckich kolonistów. Jest to najstarsza udokumentowana lokacja na ziemiach polskich na prawie magdeburskim, co pod względem prawnym czyni Złotoryję najstarszym miastem Polski.

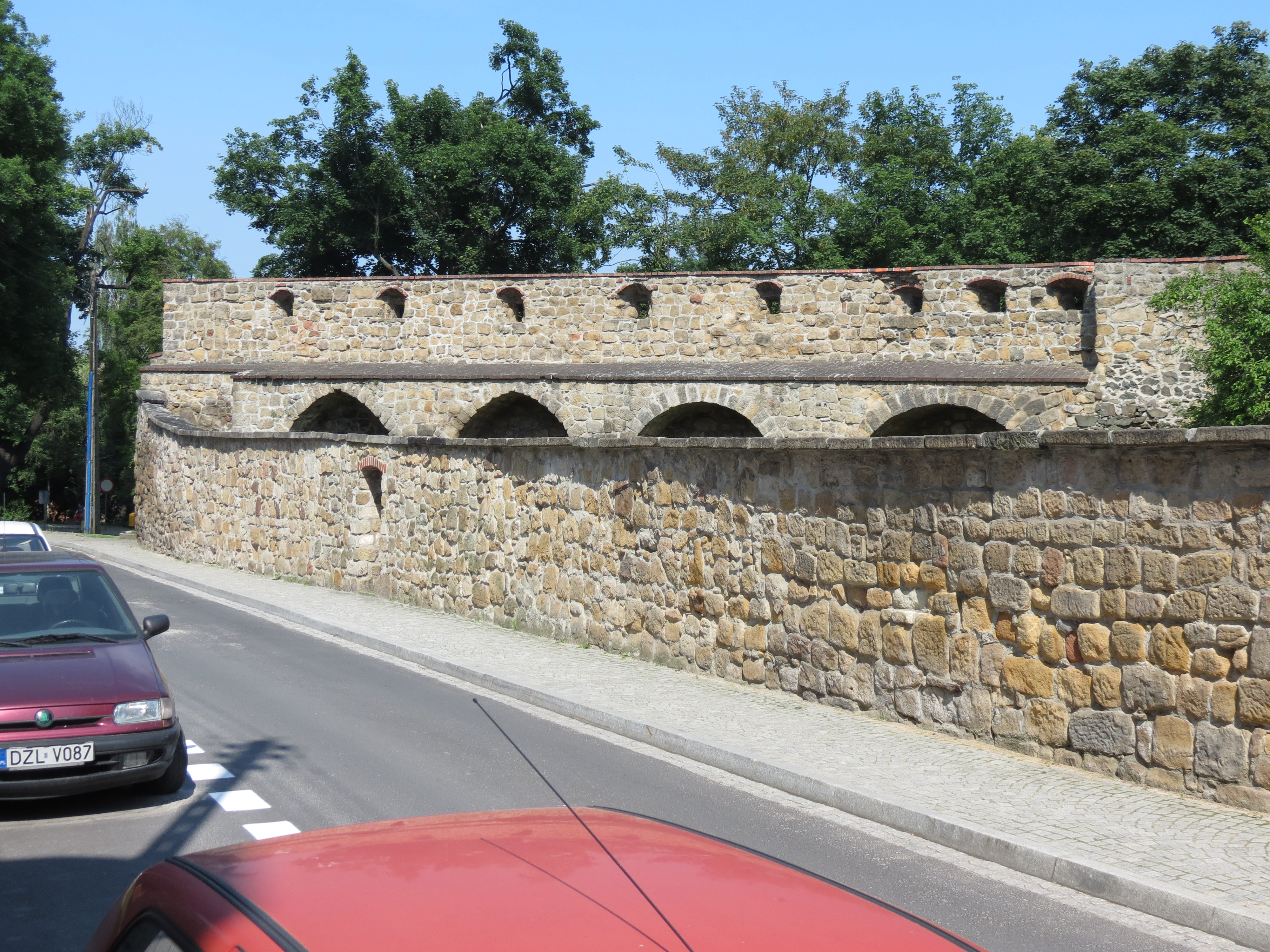
Pozostałości średniowiecznych murów obronnych przy ul. Pocztowej i Klasztornej, widok od pd.-zach.

Kilkuset górników ze Złotoryi wzięło udział w 1241 w bitwie z Mongołami pod Legnicą, większość z nich zginęła w walce. 
W 1290 miasto otrzymało prawo mili, było także ośrodkiem handlu soli i sukna. W 1328 Złotoryja wraz z resztą księstwa legnickiego stała się lennem Czech. Najazdy husytów w latach 1427, 1428 i 1431 spowodowały konieczność zbudowania murów obronnych, których znaczne fragmenty wraz z Basztą Kowalską zachowały się do dzisiaj. W 1456 miał miejsce bunt plebejski, który zakończył się zgładzeniem burmistrza. Na pierwszej mapie Europy z 1467 r. Mikołaj z Kuzy na obszarze Śląska oprócz Wrocławia zaznaczył tylko Złotoryję. W 1497 w mieście panowała epidemia. Hieronymus Gürtler (Aurimontanus) założył szkołę miejską w 1504 r.
Pierwsze protestanckie kazanie wygłoszono w Złotoryi w 1522 r. w kościele mariackim. W mieście kilka lat później na bazie szkoły Aurimontanusa powstało gimnazjum łacińskie, którego okres świetności przypada na rektorat Valentina Trozendorfa. Renoma szkoły była tak wielka, że książę Fryderyk II rozważał jej przekształcenie w uniwersytet. Śmierć księcia i pożar miasta w 1554 roku przerwały te plany.
XVI wiek to okres rozwoju gospodarczego Złotoryi. Powstał tu m.in. browar.
Złotoryja wraz z księstwem legnickim przeszła pod zwierzchnią władzę Habsburgów w roku 1526.
Rok 1608 przyniósł miastu powódź, w której zginęło ok. 50 złotoryjan, w roku 1613 pożar zniszczył 571 domów. Miasta nie ominęła także wojna trzydziestoletnia. Wskutek tych wydarzeń w XVII wieku miasto straciło na znaczeniu.
W 1675, po śmierci ostatniego władcy z dynastii Piastów, Jerzego Wilhelma, przeszła pod bezpośrednie panowanie Habsburgów. W roku 1742 Złotoryja wraz z większością Śląska po trzech wojnach śląskich z Austrią została zdobyta przez Prusy.
23 sierpnia 1813 bitwa o miasto pomiędzy wojskami Napoleona a oddziałami prusko-rosyjskimi. 26 sierpnia 1813 cofająca się napoleońska Armia Bobru marszałka Macdonalda przegrała niedaleko Złotoryi bitwę z wojskami pruskimi, dowodzonymi przez feldmarszałka Gebharda von Blüchera. W 1820 rozebrano mury miejskie co ułatwiło rozwój przestrzenny miasta.
Pod koniec XIX wieku i na początku XX wieku zbudowano linie kolejowe:
- 15 października 1884 otwarto jednotorową linię do Legnicy (dł. 21,3 km),
- 16 września 1895 otwarto jednotorową linię przez Jerzmanice do Świerzawy (dł. 14,9 km),
- 15 września 1906 otwarto jednotorową linię do Chojnowa (dł. 21,6 km).

Pierwszy telegraf pojawił się w Złotoryi w 1862, pierwszy telefon podłączono w 1900.

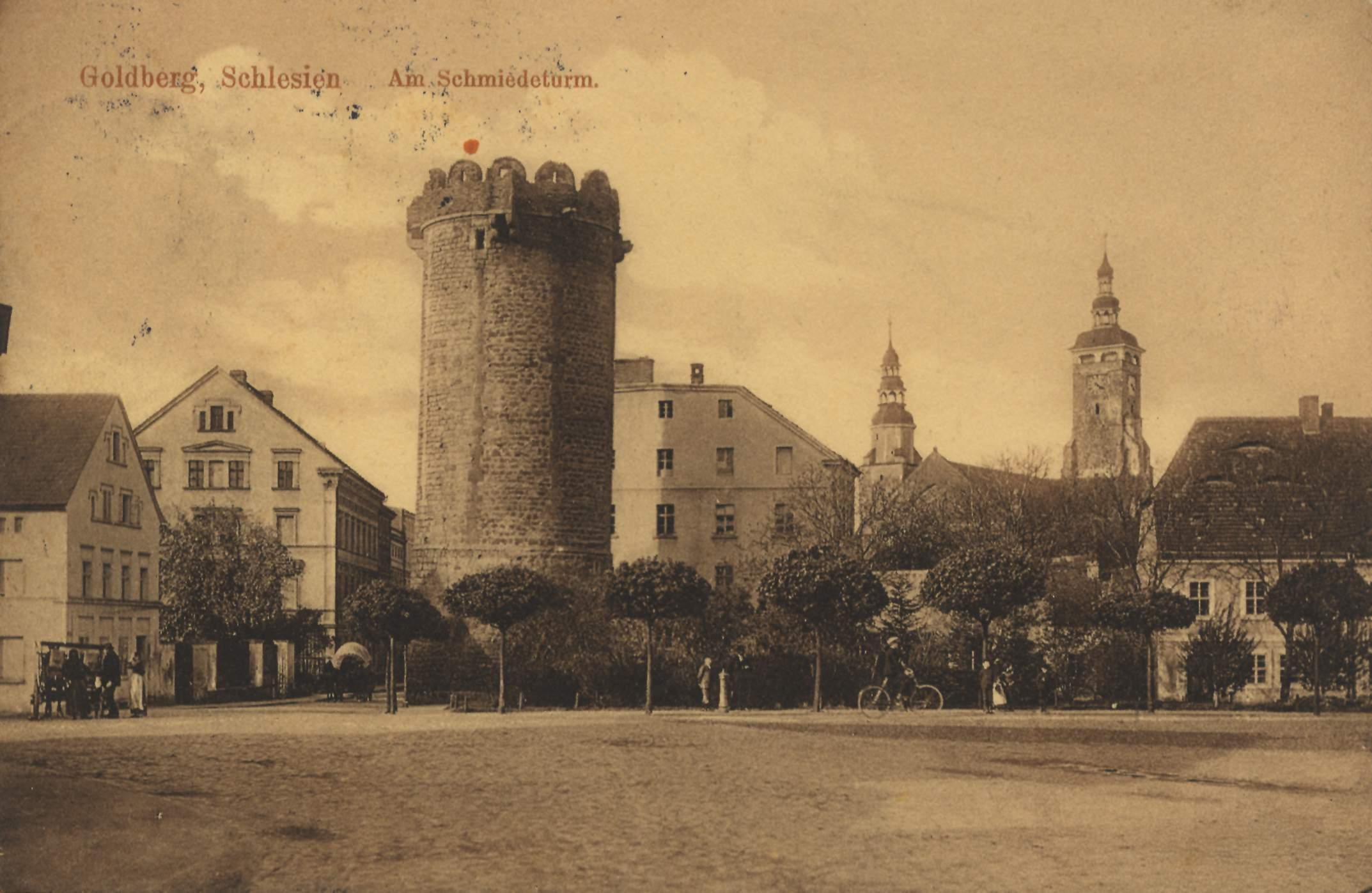
Złotoryja, 1915 r.

W latach dwudziestych XX wieku próbowano ponownie wydobywać złoto w okolicach Złotoryi, lecz bez powodzenia.
5 marca 1933 w wyborach do Reichstagu w okręgu złotoryjskim zwyciężyła Narodowo-Socjalistyczna Niemiecka Partia Robotnicza, zdobywając 25% głosów przy 90% frekwencji.
13 lutego 1945 Złotoryję zajęły wojska radzieckie I Frontu Ukraińskiego pod dowództwem marszałka Iwana Koniewa; miasto stało się częścią Polski. Do roku 1949 dotychczasowi mieszkańcy miasta zostali wysiedleni do Niemiec, większość z nich trafia do Solingen w Nadrenii Północnej-Westfalii.
W maju 1945 roku utworzono w Złotoryi Obwód 31, w którego skład weszły miasta Chojnów, Świerzawa i Złotoryja oraz 6 gmin: Krzywa, Nowy Kościół, Pielgrzymka, Rząśnik, Strupice i Zagrodno. 4 wrzenia 1946  roku decyzją wojewody powstało Starostwo Powiatowe Złotoryja. 
W pobliskich Wilkowie i Nowym Kościele otwarto kopalnie rud miedzi (tzw. stare zagłębie), które jednakże zamknięto w latach siedemdziesiątych, z powodu odkrycia znacznie większych, choć uboższych złóż w okolicach Lubina.
Powstały także inne zakłady przemysłowe – fabryka obuwia, kopalnie bazaltu, fabryka bombek choinkowych.

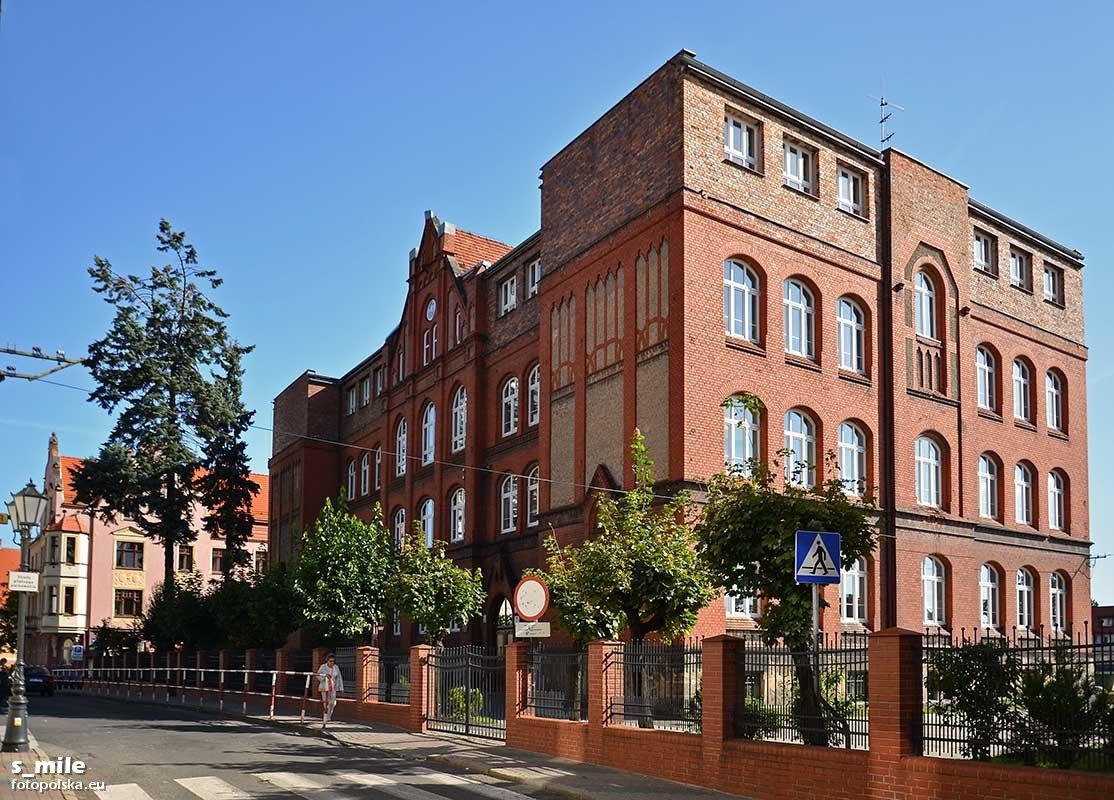
Szkoła Podstawowa nr 1 im. Marii Konopnickiej

Zaczęły też działać placówki oświatowe: najpierw 22 września 1945 r. w budynku nr 13 przy obecnej ulicy Marii Konopnickiej rozpoczyna działalność szkoła, której pełna nazwa brzmi Publiczna Szkoła Powszechna, potem – od 13 listopada 1946 r. – szkoła zajmuje budynek przy placu Zwycięzców 7 (dziś Szkoła Podstawowa nr 1 ma adres: pl. Niepodległości 7). W 1947 roku rozpoczęła swoją działalność pierwsza szkoła średnia, jednak już po roku jej praca została przerwana. 7 lipca 1951 r. Ministerstwo Oświaty wydało zarządzenie o utworzeniu Państwowej Szkoły Ogólnokształcącej Stopnia Podstawowego i Licealnego w Złotoryi, a jej siedzibą stał się budynek wcześniej należący do Szkoły Podstawowej. Ostatecznie 1 września 1954 r. szkoła otrzymała odbudowany po zniszczeniach wojennych obiekt, który już przed wojną służył oświacie (ufundowany przez małżeństwo Schwabe-Priesemuth w 1877 r.) Obecnie placówka funkcjonuje jako Liceum Ogólnokształcące im. Jana Pawła II w Złotoryi.
W 1993 roku założone zostało Polskie Bractwo Kopaczy Złota, nawiązujące do tradycji dawnych górników ze Złotoryi, które corocznie od 1994 roku organizuje w mieście Mistrzostwa Polski w Płukaniu Złota, a w 2000 i 2011 – mistrzostwa świata.
Pod koniec lat dziewięćdziesiątych rozpoczęto odrestaurowanie starówki, mocno zaniedbanej w okresie PRL. Remont zakończył się pod koniec pierwszego dziesięciolecia XXI wieku.
W 2016 w trakcie badań archeologicznych na Górze Mieszczańskiej odsłonięto pozostałości szubienicy z XVI wieku.

## Zabytki

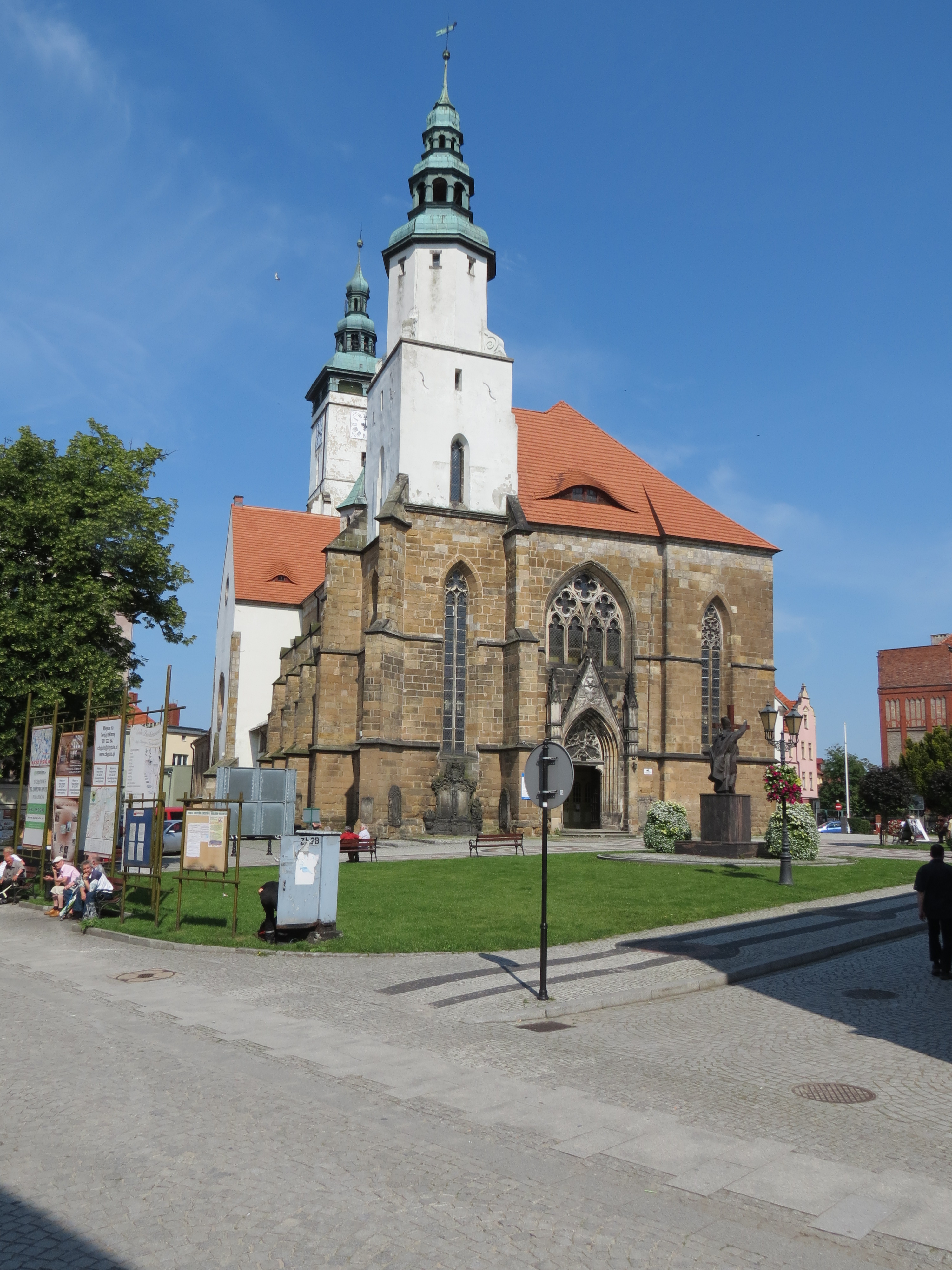
Kościół Narodzenia Najświętszej Maryi Panny

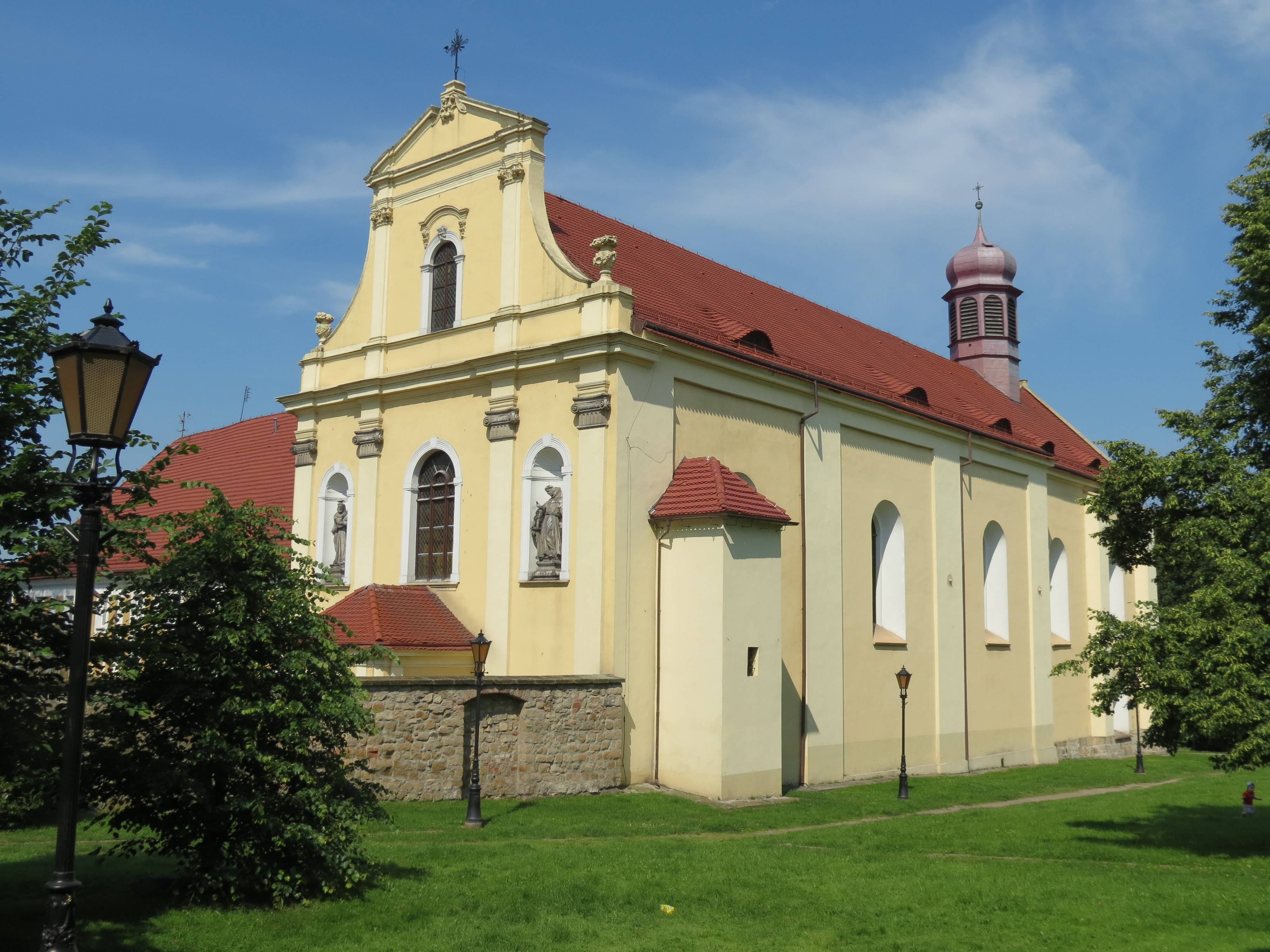
Kościół św. Jadwigi, widok od pd-zach.

Do wojewódzkiego rejestru zabytków wpisane są:
- Starówka (Stare Miasto)
- kościół pomocniczy pw. Narodzenia Najświętszej Maryi Panny, z 1230 r., XVI-XX w.
- kościół cmentarny pw. św. Mikołaja z XIV–XIX w.; położony na wzgórzu, gdzie na przełomie XII w. i XIII w. powstała osada górników złota. Zdobi go okazały, XIV-wieczny portal z misterną dekoracją roślinną. Na zewnętrznych elewacjach zachowały się interesujące epitafia z czasów nowożytnych
- zespół klasztorny franciszkanów, z XV-XIX w.: kościół, obecnie par. pw. św. Jadwigi, klasztor jest dziełem zakonu franciszkanów, sprowadzonych przez św. Jadwigę w pierwszej połowie XIII w. Świątynia po osiemnastowiecznej odbudowie, z barokowym wystrojem fasady i wnętrza. Tuż obok kościoła znajdują się wotywna kapliczka słupowa z końca XV stulecia i XVIII-wieczna statua św. Jana Nepomucena
- zespół mauzoleów na cmentarzu komunalnym, ul. Cmentarna 10, z XVIII–XX w.:
- mauzolea rodzin: Guenther, Langner i Jaekel; Eisler, Gottschling, Haerold, Schmaller, Schoffer; Hoeher i Ehrlich; Mende, Gottschling; Schafer i Hibner; Steinbrecher, Weber, Hein, Schubert, Kuehn
- pozostałości murów obronnych, z XIV w., XVI w.
- brama Górna zw. Basztą Kowalską, z XIV w., XVI w., jej gotycki hełm zniszczono podczas walk o miasto w czasie wojen napoleońskich. Do dzisiaj zachowały się fragmenty średniowiecznych obwarowań
- katownia, ul. Zaułek, z XVIII w.
- domy, ul. Konopnickiej 15 (d. 27), 19 (d. 30); 21 i 21a (d. 20, 20a), z 1785 r. i 1965 r., 24 (d. 28)
- dom, ul. Mickiewicza 30, z XVII w., XIX w.
- dom, ul. Piłsudskiego 24, z XVIII w., k. XIX w.
- dom, Rynek 2, z XVI w., k. XIX w.
- zajazd, ob. hotel, Rynek 5, z 1623 r., XVII w., XIX w.
- domy, Rynek 6, 7, 8, 9, 10, 11, 12, 13, 14, 15, z XVI w., XVII w., 1730 r., XVIII w., XIX w.
- dom, ul. Szkolna 2, z XVI w., XVIII w.
- domy, pl. Niepodległości 3, 4, 5, z 1738 r., k. XIX w.
- młyn z częścią mieszkalną, ul. Kolejowa 6/8, z poł. XVII w., k. XIX w.
- wieża wodociągowa, z pierwszej poł. XVIII w.

inne zabytki:
- nieistniejący cmentarz żydowski

| Złotoryja, widok z kościoła pw. Narodzenia NMP |

## Turystyka
Lista atrakcji turystycznych:

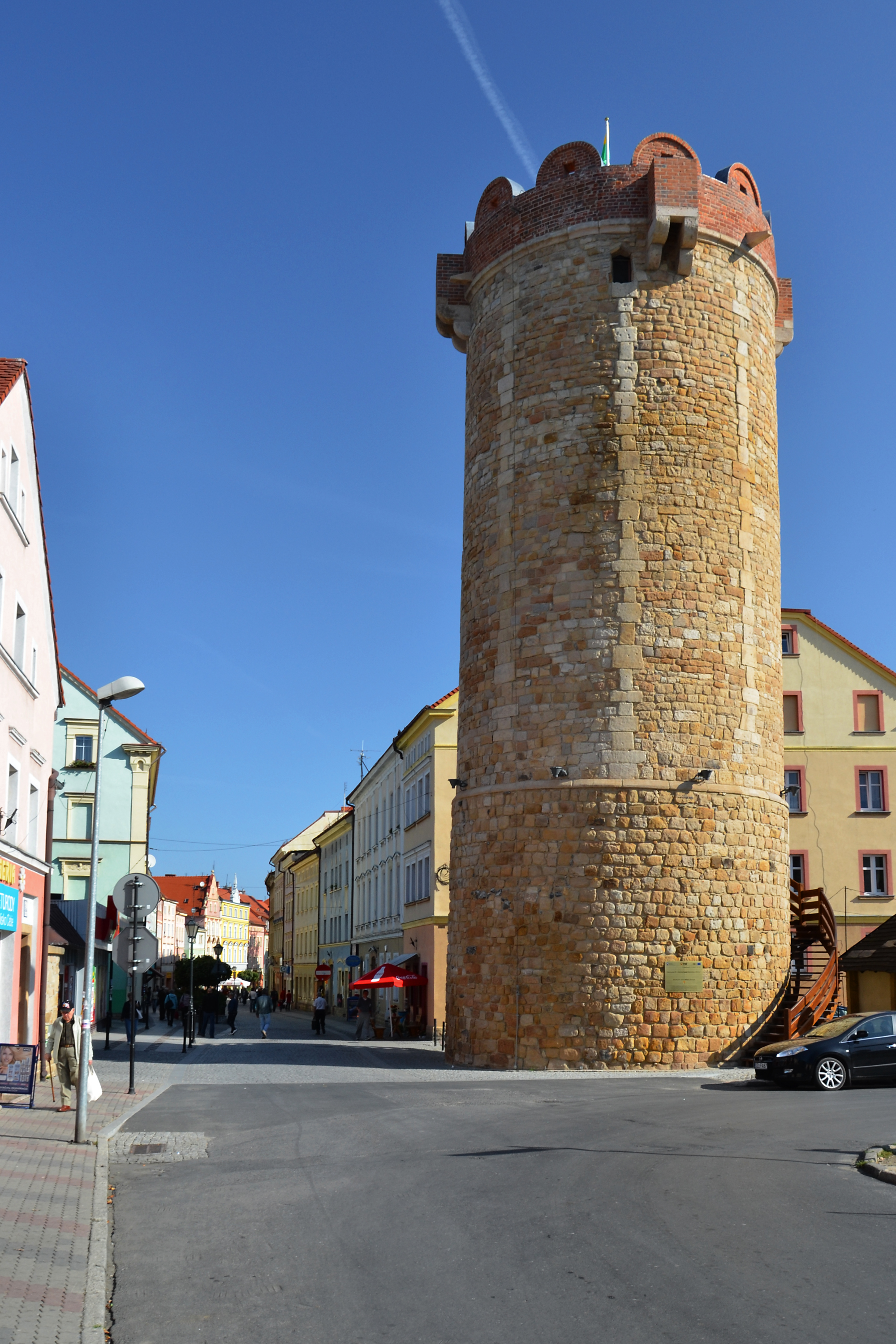
Baszta Kowalska

- Starówka z zabytkowymi kamieniczkami
- Baszta Kowalska
- czternastowieczne mury obronne
- Kościół Narodzenia Najświętszej Maryi Panny
- Kościół św. Jadwigi
- Kościół św. Mikołaja (wcześniej św. Krzyża)
- Fontanna Delfina
- Fontanna Górników
- Kopalnia Złota „Aurelia”
- Muzeum Złota
- Rezerwat przyrody Wilcza Góra
- Złoto w aluwiach rzek i strumieni – cel poszukiwaczy-amatorów z całej Polski[18]

## Demografia
| Ludność Złotoryi | Ludność Złotoryi | Ludność Złotoryi | Ludność Złotoryi | Ludność Złotoryi | Ludność Złotoryi | Ludność Złotoryi | Ludność Złotoryi | Ludność Złotoryi | Ludność Złotoryi | Ludność Złotoryi | Ludność Złotoryi | Ludność Złotoryi | Ludność Złotoryi | Ludność Złotoryi | Ludność Złotoryi | Ludność Złotoryi | Ludność Złotoryi |
| Rok              | Ludność          | Rok              | Ludność          | Rok              | Ludność          | Rok              | Ludność          | Rok              | Ludność          | Rok              | Ludność          | Rok              | Ludność          | Rok              | Ludność          | Rok              | Ludność          |
| ---------------- | ---------------- | ---------------- | ---------------- | ---------------- | ---------------- | ---------------- | ---------------- | ---------------- | ---------------- | ---------------- | ---------------- | ---------------- | ---------------- | ---------------- | ---------------- | ---------------- | ---------------- |
| 1823             | 6399             | 1824             | 5 554            | 1855             | 7019             | 1861             | 6678             | 1871             | 6702             | 1875             | 6574             | 1880             | 6455             | 1885             | 6736             | 1890             | 6440             |
| 1895             | 6625             | 1900             | 6518             | 1905             | 6804             | 1910             | 6989             | 1919             | 6495             | 1925             | 7217             | 1939             | 7860             | 1946             | 4613             | 1950             | 5303             |
| 1955             | 8589             | 1956             | 9424             | 1957             | 9637             | 1958             | 10 167           | 1959             | 10 438           | 1960             | 10 856           | 1961             | 11 555           | 1962             | 11 868           | 1963             | 12 413           |
| 1964             | 13 264           | 1965             | 13 400           | 1966             | 13 544           | 1967             | 12 991           | 1968             | 13 063           | 1969             | 12 821           | 1970             | 12 266           | 1971             | 12 352           | 1972             | 12 384           |
| 1973             | 12 417           | 1974             | 12 417           | 1975             | 12 672           | 1976             | 12 804           | 1977             | 12 964           | 1978             | 12 836           | 1979             | 12 798           | 1980             | 13 082           | 1988             | 16 287           |
| 1995             | 17 569           | 1996             | 17 519           | 1997             | 17 462           | 1998             | 17 462           | 1999             | 16 941           | 2000             | 16 822           | 2000             | 16 822           | 2001             | 16 728           | 2002             | 16 678           |
| 2003             | 16 643           | 2004             | 16 578           | 2005             | 16 549           | 2006             | 16 471           | 2007             | 16 463           | 2008             | 16???            | 2009             | 16 320           | 2010             | 16 219           | 2011             | 16 147           |
| 2012             | 16 057           | 2013             | 15 852           | 2014             | 16 085           |                  |                  |                  |                  |                  |                  |                  |                  |                  |                  |                  |                  |

Nagły wzrost liczby mieszkańców w latach 50. XX wieku spowodowany był uruchomieniem zakładów górniczych, w których eksploatowano rudę miedzi. Największą liczbę mieszkańców zanotowano w roku 1995 – ok. 17 500 mieszkańców. Autorzy monografii o historii Złotoryi szacowali (1996 rok), że w 2000 roku liczba mieszkańców przekroczy 25000. Jak się okazało później miasto nigdy nie przekroczyło liczby 18 000 mieszkańców. Pod koniec 2013 roku zanotowano w Złotoryi mniej niż 16 000 mieszkańców. Mimo ogólnego spadku ludności w ciągu ostatnich 12 lat wzrosła liczba osób w wieku poprodukcyjnym. Za jedną z głównych przyczyn niekorzystnej tendencji demograficznej uważa się wysoki poziom bezrobocia charakteryzujący gminę miejską.
Dane z 31 grudnia 2013:
| Przedział wiekowy | 2002   | 2006   | 2009   | 2010   | 2011   | 2012   | 2013   |
| Ogółem            | 17 069 | 16 620 | 16 320 | 16 219 | 16 147 | 16 057 | 15 852 |
| ----------------- | ------ | ------ | ------ | ------ | ------ | ------ | ------ |
| kobiety           | 8978   | 8776   | 8562   | 8538   | 8532   | 8496   | 8406   |
| mężczyźni         | 8091   | 7844   | 7758   | 7681   | 7615   | 7561   | 7446   |
| Do 17 lat         | 3540   | 2921   | 2937   | 2723   | 2697   | 2660   | 2542   |
| kobiety           | 1776   | 1446   | 1420   | 1329   | 1314   | 1350   | 1273   |
| mężczyźni         | 1764   | 1475   | 1517   | 1394   | 1383   | 1310   | 1269   |
| 18 lat i więcej   | 13 529 | 13 669 | 13 323 | 13 469 | 13 450 | 13 397 | 13 310 |
| kobiety           | 7213   | 7330   | 7142   | 7208   | 7218   | 7146   | 7137   |
| mężczyźni         | 6316   | 6339   | 6181   | 6261   | 6232   | 6251   | 6173   |

Piramida wieku mieszkańców Złotoryi w 2014 roku.

## Gospodarka
Miasto znajduje się w podstrefie Legnickiej Specjalnej Strefy Ekonomicznej. Złotoryjska podstrefa zatrudnia 378 osób (stan na dzień 31.12.2016). Zadłużenie Gminy Miejskiej Złotoryja na dzień 30.06.2017 r. wyniosło 23 370 041,17 zł.
Na terenie miasta od 1946 roku istniały Złotoryjskie Zakłady Obuwia. W 1998 roku ZZO ogłosiły upadłość, a w ich miejsce, kontynuując tradycję, powstała firma RenBut Sp. z o.o., która jest jednym z czołowych polskich producentów obuwia dziecięcego i młodzieżowego. W 2016 firma zatrudniała ponad 150 osób, co czyniło ją jedną z największych w Złotoryi.

## Transport

### Transport drogowy
Miasto przecina szereg dróg wojewódzkich:
| droga wojewódzka 328 | Marciszów – Nowe Miasteczko (droga do Jeleniej Góry i Chojnowa)                     |
| droga wojewódzka 382 | Bolesławiec – Paczków (droga do Bolesławca i Jawora)                                |
| droga wojewódzka 364 | Gryfów Śląski – Legnica (droga do Lwówka Śl. i Legnicy z dojazdem do Autostrady A4) |

### Transport kolejowy
Istnieje także linia kolejowa – wykorzystywana w ruchu towarowym:
- 284 Legnica – Zawidów – jednotorowa, obecnie eksploatowany jest tylko zelektryfikowany (w 1988) odcinek z Legnicy do stacji Jerzmanice-Zdrój o długości 23,7 km. Początki linii sięgają 12 października 1884[31]

Na jednej linii kolejowej, która została już rozebrana planuje się aktualnie budowę ścieżek rowerowych:
- 316 Złotoryja – Rokitki – linia jednotorowa, na odcinku Złotoryja – Chojnów rozebrana w 2013 roku, w jej miejscu ma powstać ścieżka rowerowa. Początki linii sięgają grudnia 1906.

W okolicy Złotoryi znajdują się liczne zakłady zajmujące się wydobyciem surowców mineralnych. W transporcie wykorzystywane są linie:
- 312 Jerzmanice-Zdrój – Marciszów (budowa: 1895-1896)[32] eksploatowana na 3,24 km odcinku Jerzmanice Zdrój-Krzeniów – obsługa zakładu PGP w Krzeniowie.

- 342 Jerzmanice-Zdrój – Wilków – eksploatowana na odcinku 3,5 km, obsługa zakładu Colas na Wilczej Górze

- Bocznica Krzeniów – PGP Bazalt Wilków – 4 km bocznica zakładu PGP Bazalt

### Transport publiczny

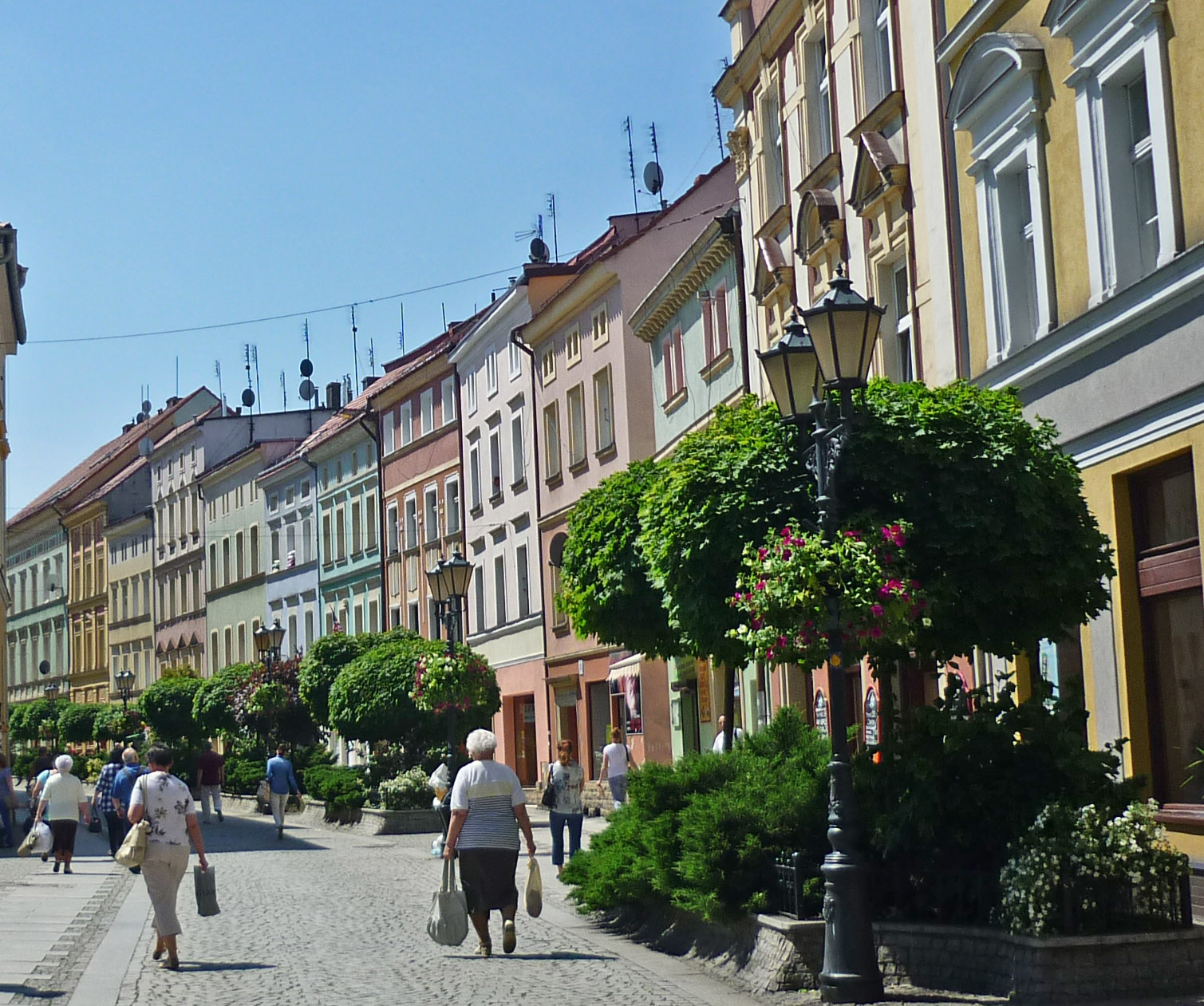
Ulica Basztowa

W Złotoryi istnieje przystanek dworcowy PKS (przy ul. Krótkiej) obsługujący połączenie Sudetów z Morzem Bałtyckim i inne połączenia krajowe, wojewódzkie i lokalne. Z przystanku korzystają przewoźnicy dawnej Państwowej Komunikacji Samochodowej
Prywatni przewoźnicy drogowi świadczą usługi na trasach Złotoryja – Legnica (dawna linia 22 MPK Legnica), Złotoryja - Jawor – Wrocław (BESKID) i Wojcieszów – Wrocław oraz na innych trasach.
W mieście funkcjonowała placówka terenowa przedsiębiorstwa PKS „Trans-Pol”. Działalność przewoźnika była dotowana przez miasto w formie finansowania przewozów szkolnych, dofinansowania połączeń do Legnicy (w latach 2009–2015) i zamawiania przewozów w komunikacji miejskiej (od 2018 roku).

### Lądowisko
Około 18 km na południowy wschód od miasta zlokalizowane jest lądowisko Złotoryja-Baryt.

## Sport[potrzebnyprzypis]
- Złotoryjskie Towarzystwo Tenisowe.
- Klub kolarski „Baszta” Złotoryja.
- Złotoryja leżała na trasie wyścigu Tour de Pologne:
  - Tour de Pologne 2004, V etap z Oleśnicy do Szklarskiej Poręby[33][34][35]
- Klub piłki nożnej ZKS Górnik Złotoryja, którego zawodnicy reprezentują miasto na Dolnym Śląsku. Klub występuje w IV lidze dolnośląskiej, grupa zachód. Rezerwy klubu występują w grupie V legnickiej B-klasy.
- Lekkoatletyczny klub sportowy MKS „Aurum” Kobud Złotoryja, zarejestrowany w Polskim Związku Lekkiej Atletyki. Klub jest organizatorem Biegu Szlakiem Wygasłych Wulkanów, który odbywa się co roku w czerwcu. W zawodach bierze udział prawie 1000 zawodników z całej Polski.
- Klub piłki ręcznej KPR „Gwarek” Złotoryja. Jego zawodnicy reprezentują Złotoryję w lidze dolnośląskiej.
- Klub siatkarski KKS Ren-But Złotoryja.
- Klub strzelecki „Agat Złotoryja”.

Miasto jest także organizatorem Mistrzostw Polski w Płukaniu Złota, organizowało również trzy razy mistrzostwa świata w tej dyscyplinie (2000, 2011, 2022). Kultywowaniem tradycji związanych ze złotem zajmuje się Polskie Bractwo Kopaczy Złota.
W strukturach Stowarzyszenia AsklepioS przy Spółdzielni Mieszkaniowej „Agat” działa sekcja Ju Jitsu Kazan. Asklepios jest organizatorem licznych turniejów Ju Jitsu o zasięgu regionalnym oraz imprez ogólnokrajowych sztuk i sportów walki.
Ze Złotoryi wywodzi się artystyczno-akrobatyczna grupa „Ocelot”.

### Obiekty sportowe w Złotoryi
- Stadion Miejski (piłka nożna, lekkoatletyka) 3000 miejsc na trybunach – ul. Sportowa
- Hala Sportowa „Tęcza” przy Szkole Podstawowej nr 3 (tenis, siatkówka, koszykówka, piłka ręczna, futsal, ponadto siłownia i salon SPA) 102 miejsca na trybunach – ul. Wilcza 43
- Hala Sportowa przy Zespole Szkół Ogólnokształcących (siatkówka, koszykówka, piłka ręczna, futsal, akrobatyka) – ul. Kolejowa 4
- Dom Spotkań Złotoryja-Pulsnitz przy Szkole Podstawowej nr 1[36] – pl. Niepodległości 7
- Korty Tenisowe – ok. 200 miejsc – ul. M. Konopnickiej
- Strzelnica Sportowa – ul. Legnicka
- Miejski Ośrodek Rekreacji „Pałacyk” (siatkówka plażowa, kajakarstwo, rowery wodne, pływanie) – ul. Sportowa
- Basen Miejski – przy ulicy K.Miarki – nieczynny
- Boiska Orlik przy ulicy Wiosennej i Wojska Polskiego
- Stadion lekkoatletyczny przy ulicy Wiosennej wybudowany w ramach programu „Dolny Śląsk dla Królowej Sportu”
- Boiska przy ulicy Lubelskiej (piłka ręczna, koszykówka, siatkówka, bieżnia 400 m oraz do skoku w dal)
- Strzelnica pneumatyczna na Placu Lotników Polskich 3a.

## Wspólnoty wyznaniowe
- Kościół rzymskokatolicki:

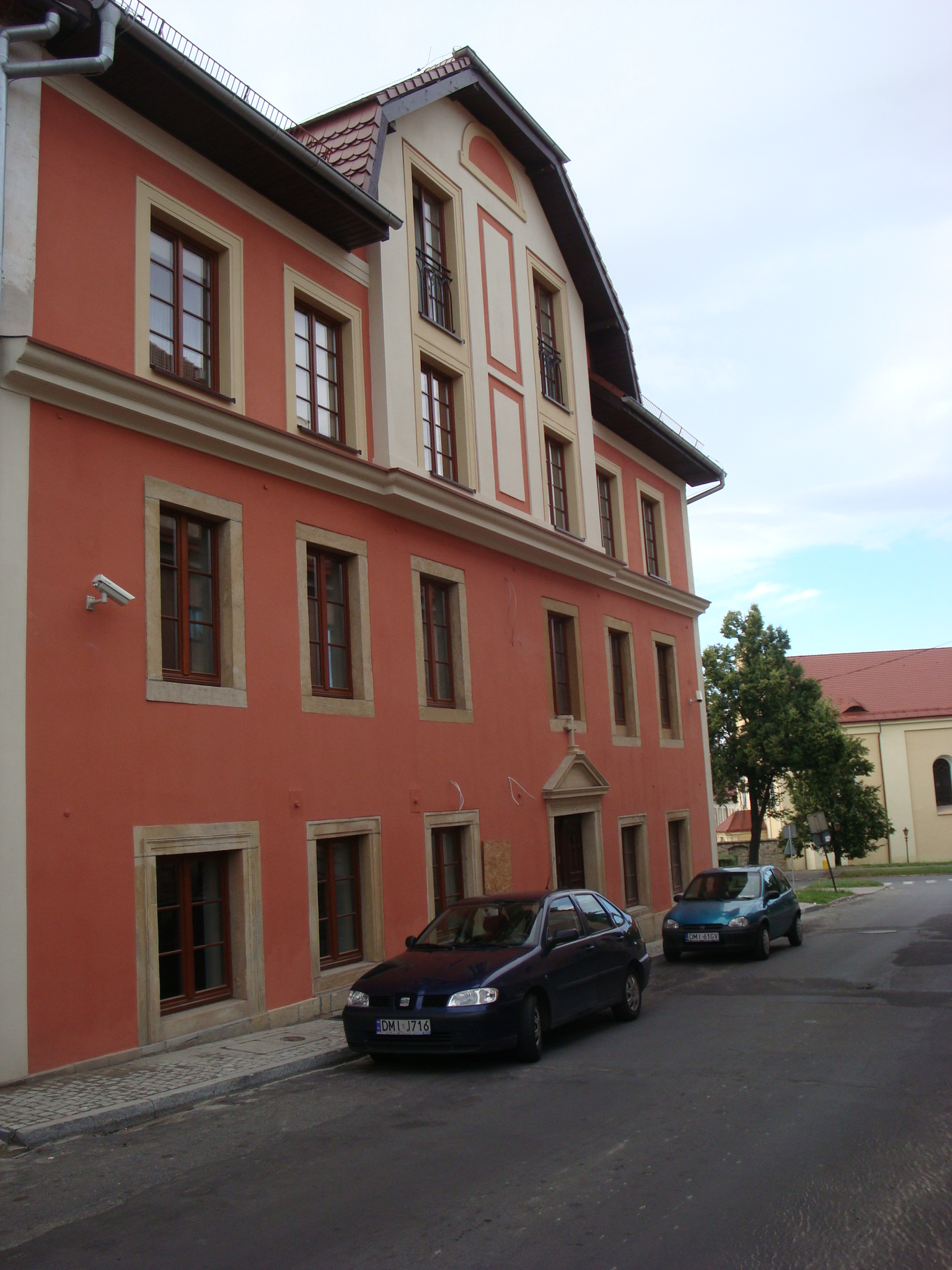
Dawny kościół polskokatolicki pw. Krzyża Świętego

  - parafia Narodzenia Najświętszej Maryi Panny
  - parafia św. Jadwigi Śląskiej
  - parafia św. Józefa Robotnika

W czerwcu 2014 do Złotoryi powrócili franciszkanie obejmując opieką kościół pw. św. Jadwigi, klasztor, jak również kościół św. Mikołaja na cmentarzu.
- Świadkowie Jehowy:
  - zbór Złotoryja (Sala Królestwa ul. Kolejowa 3A)[38]
- Kościoły protestanckie:
  - Kościół zielonoświątkowy (ul. Basztowa 12/23)

## Współpraca międzynarodowa

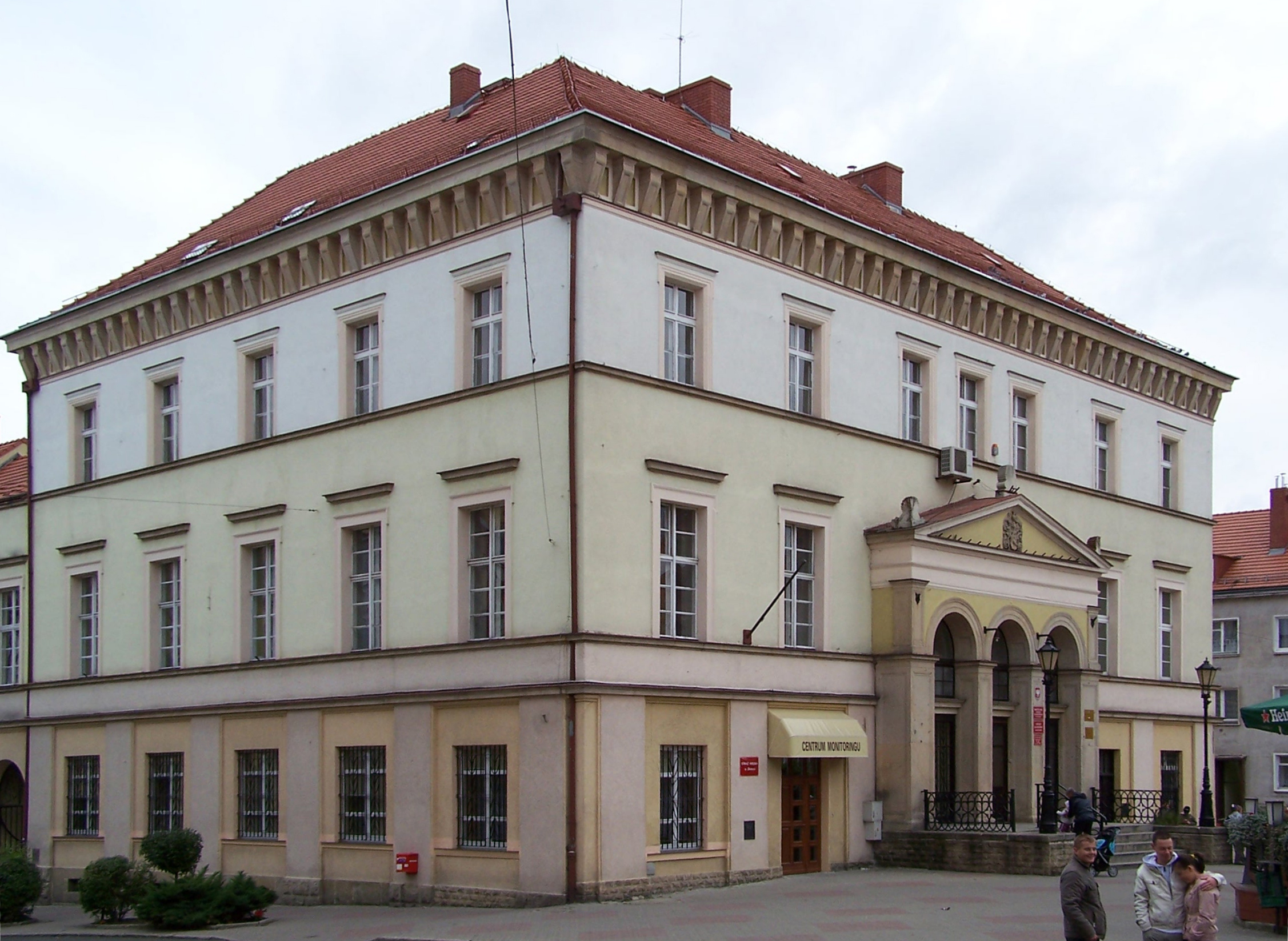
Ratusz w Złotoryi

Miasta i gminy partnerskie:
- Mimoň
- Buczacz
- Westerburg
- Pulsnitz